# 沖縄県中学校の廃校一覧
沖縄県中学校の廃校一覧（おきなわけんちゅうがっこうのはいこういちらん）は、沖縄県の中学校の廃校の一覧。対象となるのは学制改革（1948年）以降に廃校となった中学校と分校である。なお、名称は廃校当時のもの。廃校当時に中学校の所属していた自治体が合併されて消滅している場合は現行の自治体に含める。また休校中の学校は公式には存続していることとなっているが、便宜上本項に記載する。

## 那覇市
- 那覇市立城岳中学校（1953年那覇市立那覇中学校の一部と統合し那覇市立上山中学校へ）[1]
- 那覇市立高良中学校（1954年那覇市立小禄中学校へ統合）[2]

## 名護市
- 名護市立瀬喜田中学校（1979年名護市立東江中学校へ統合）[注釈 1]
- 羽地村立源河中学校（1970年名護市立羽地中学校〈当時：羽地村立〉へ統合）[3]
- 琉球政府立澄井小中学校（1972年琉球政府立那覇養護学校〈現：沖縄県立那覇特別支援学校〉に統合され同校澄井分校に[4]、1980年名護養護学校〈現：沖縄県立名護特別支援学校〉へ移管[5]、廃校時期不詳）
- 久志村立三原中学校（1972年久志中〈後の名護市立久志小学校・久志中学校、2012年名護市立小中一貫教育校緑風学園へ〉へ統合）[6]
- 久志村立嘉陽中学校（同上）[6]
- 久志村立天仁屋中学校（同上）[6]

## うるま市
- うるま市立伊計小中学校（2012年統合によりうるま市立彩橋小中学校へ）[7]
- うるま市立宮城中学校（同上）[7]
- うるま市立浜中学校（同上）[7]
- うるま市立平安座小中学校（同上）[7]
- 与那城村立与那城中学校（1958年統合によりうるま市立与勝中学校〈当時：前原連合区立〉へ）[8]
- 勝連村立勝連中学校（同上）[8]
- 勝連村立平敷屋中学校（同上）[8]
- 勝連村立南原中学校（同上）[8]

## 宮古島市
- 宮古島市立大神小中学校（2009年休校、2011年廃校）[9]
- 宮古島市立来間中学校（2014年下地中へ統合）[10]
- 宮古島市立福嶺中学校〈2代目〉（2016年休校[11]、2021年統合により宮古島市立城東中学校〈2代目〉へ[12]）
- 宮古島市立伊良部中学校（2019年佐良浜中等と統合し、宮古島市立伊良部島小学校・中学校へ）[13]
- 宮古島市立佐良浜中学校（2019年伊良部中等と統合し、宮古島市立伊良部島小学校・中学校へ）[13]
- 宮古島市立砂川中学校（2021年統合により城東中〈2代目〉へ）[12]
- 宮古島市立西城中学校（同上）[12]
- 宮古島市立城辺中学校〈2代目〉（同上）[12]
- 城辺町立城辺中学校〈初代〉（1948年福嶺中〈初代〉と統合し城東中〈初代〉へ）[14]
- 城辺町立福嶺中学校〈初代〉（1948年城辺中〈初代〉と統合し城東中〈初代〉へ）[14]
- 城辺町立城東中学校〈初代〉（1949年城辺中と福嶺中〈いずれも2代目〉へ分割）[14]
- 城辺町立城南中学校（1949年砂川中[15]と西城中[16]へ分割）
- 平良市立南中学校（1952年北中〈旧〉と統合し宮古島市立平良中学校〈当時：平良市立〉へ）[9]
- 平良市立北中学校〈旧〉（1952年南中と統合し平良中となるも、1976年宮古島市立北中学校〈当時：平良市立〉として再独立）[9]
- 琉球政府立宮古稲沖小中学校（1972年那覇養護学校に統合され同校稲沖分校に[4]、1977年沖縄県立宮古養護学校〈現：沖縄県立宮古特別支援学校〉稲沖分校を経て[17]同年12月休校、1981年廃校）[注釈 2]

## 国頭郡
- 国頭村立佐手中学校（2004年国頭村立国頭中学校へ統合）[18]
- 国頭村立北国中学校（同上）[18]
- 国頭村立奥中学校（同上）[18]
- 国頭村立楚洲中学校（同上）[18]
- 国頭村立安田中学校 （同上）[18]
- 国頭村立安波中学校（同上）[18]
- 大宜味村立大宜味中学校〈旧〉（1980年統合により大宜味村立大宜味中学校〈新〉へ）[注釈 3]
- 大宜味村立喜如嘉中学校（同上）
- 大宜味村立塩屋中学校（同上）
- 大宜味村立津波中学校（同上）
- 東村立東中学校〈旧〉（2017年統合により東村立東中学校〈新〉へ）[19]
- 東村立高江中学校（同上）[19]
- 東村立有銘中学校（同上）[19]
- 今帰仁村立今帰仁中学校〈旧〉（2003年統合により今帰仁村立今帰仁中学校〈新〉へ）[注釈 4]
- 今帰仁村立兼次中学校（同上）
- 今帰仁村立湧川小中学校（同上、併置されていた小学校は2010年まで存続）
- 今帰仁村立古宇利小中学校（同上、併置されていた小学校は2013年まで存続）
- 本部町立崎本部中学校（1977年本部町立本部中学校へ統合）[20]
- 本部町立伊野波中学校（同上）[20]
- 本部町立浜元中学校（同上）[20]
- 本部町立瀬底中学校（2013年本部中へ統合）[21]
- 恩納村立安冨祖中学校（2020年統合により恩納村立うんな中学校へ）[22]
- 恩納村立喜瀬武原中学校（同上）[22]
- 恩納村立恩納中学校（同上）[22]
- 恩納村立仲泊中学校（同上）[22]
- 恩納村立山田中学校（同上）[22]
- 金武町立嘉芸中学校（1964年金武町立金武中学校へ統合）[23]

## 島尻郡
- 久米島町立比屋定中学校（2007年具志川中と統合し久米島町立久米島西中学校へ）[24]
- 久米島町立具志川中学校（2007年比屋定中と統合し久米島西中へ）[24]
- 久米島町立久米島中学校（2014年仲里中と統合し久米島町立球美中学校へ）[25]
- 久米島町立仲里中学校（2014年久米島中と統合し球美中へ）[25]

## 宮古郡
- 多良間村立水納島小中学校（1962年多良間村立多良間中学校水納分校となり、1978年廃校）[9]

## 八重山郡
- 竹富町立上原中学校（1965年竹富町立船浦中学校へ統合）[26]
- 竹富町立網取中学校（1971年）
- 竹富町立白浜中学校（2011年竹富町立西表小中学校へ統合）[27]